# Cancilla cernohorskyi
Cancilla cernohorskyi är en snäckart som först beskrevs av Alfred Rehder och Wilson 1975.  Cancilla cernohorskyi ingår i släktet Cancilla och familjen Mitridae. Inga underarter finns listade i Catalogue of Life.